# NGC 6908
NGC 6908 est une galaxie lenticulaire barrée située dans la constellation du Capricorne. Sa vitesse par rapport au fond diffus cosmologique est de 2 829 ± 23 km/s, ce qui correspond à une distance de Hubble de 41,7 ± 2,9 Mpc (∼136 millions d'al). NGC 6908 a été découverte par l'astronome allemand Albert Marth en 1864.
En raison d'une brillance de surface égale à 10,69 mag/am2, on peut qualifier NGC 6908 de galaxie présentant une brillance de surface élevée.
La distance de Hubble de NGC 6908 est à peu près la même que NGC 6907. NGC 6908 est visible dans le bras nord-est de NGC 6907 et à en juger par sa distance, elle devrait être à l'avant de cette dernière. Des évidences suggèrent qu'elles sont non seulement en interaction, mais qu'elles fusionneront éventuellement. Le fait que la vitesse radiale de NGC 6908 soit moindre que celle de NGC 6907 suggère qu'elle sera rejoint par celle-ci, d'où la possibilité de fusion,.

## Groupe de NGC 6907
Selon A. M. Garcia, le groupe de NGC 6907 est un trio de galaxies composé de NGC 6907, IC 4999 et IC 5005.
Il faut évidemment ajouter la galaxie NGC 6908 à ce groupe, car elle forme une paire avec NGC 6907.